# Ewo (district)
Le district d´Ewo se situe dans le departement de la cuvette-Ouest en république du Congo. Ewo en est le chef lieu.
Boniface Bangagnan est le maire de cette ville depuis 2011.